# شترنبرک
شترنبرک (به لاتین: Šternberk) یک منطقهٔ مسکونی در جمهوری چک است که در ناحیه اولومووتس واقع شده‌است. شترنبرک ۱۴٬۰۶۰ نفر جمعیت دارد.

## خواهرخوانده
شهرهای گونتسبورگ، دبشینا، کونگزبککا، لرش و Kobiór خواهرخوانده‌های شترنبرک هستند.

## نگارخانه

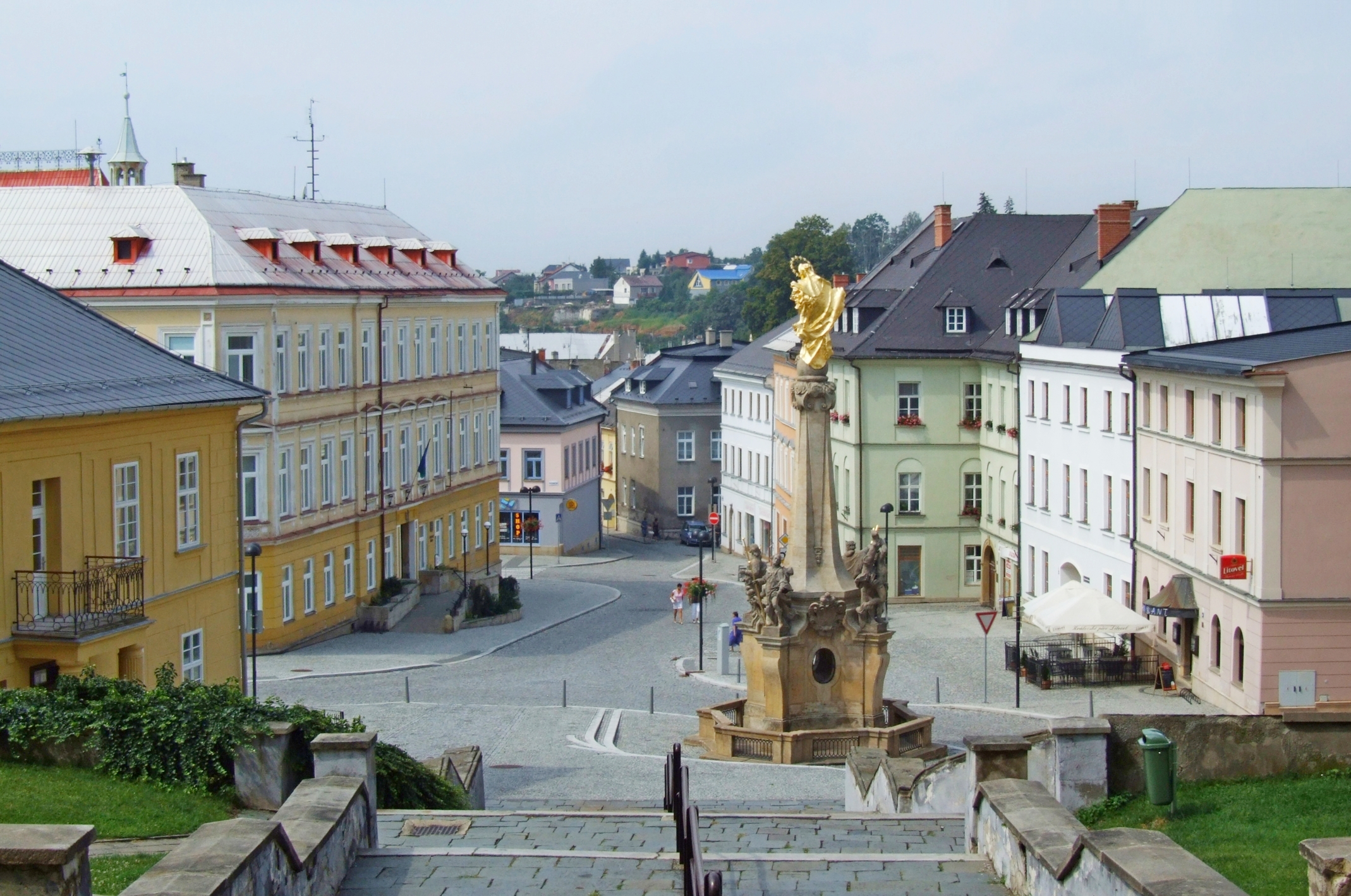
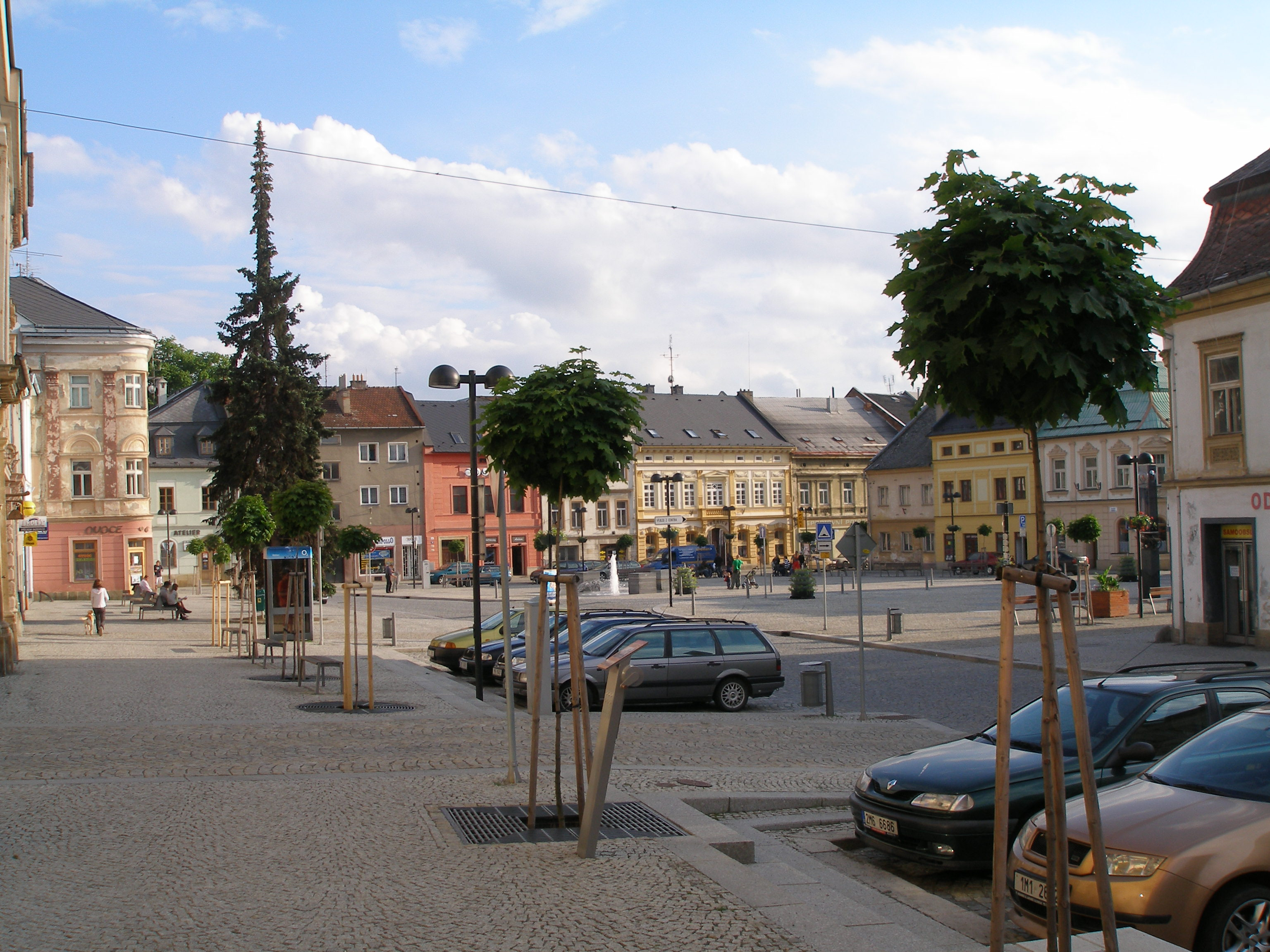
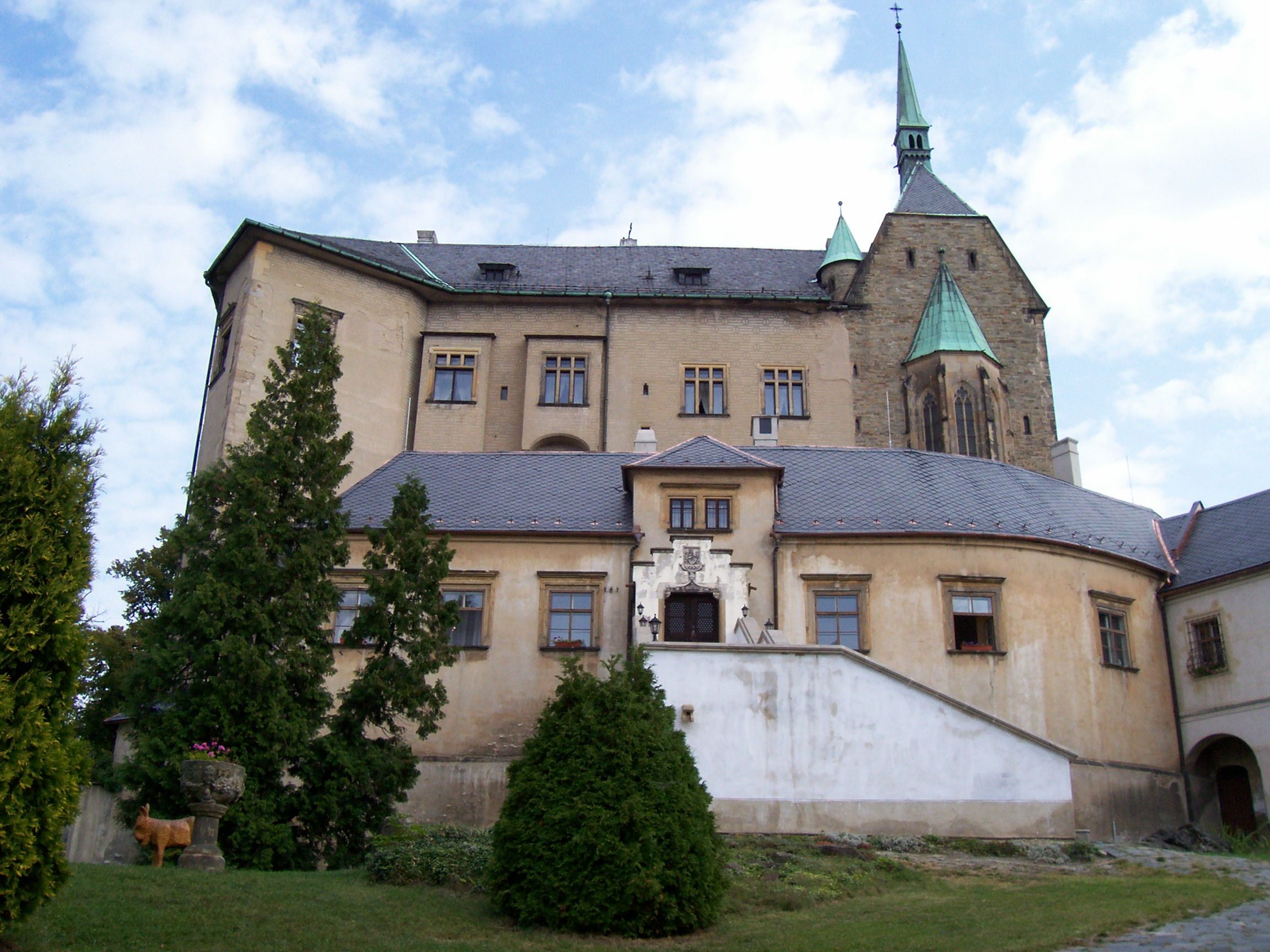
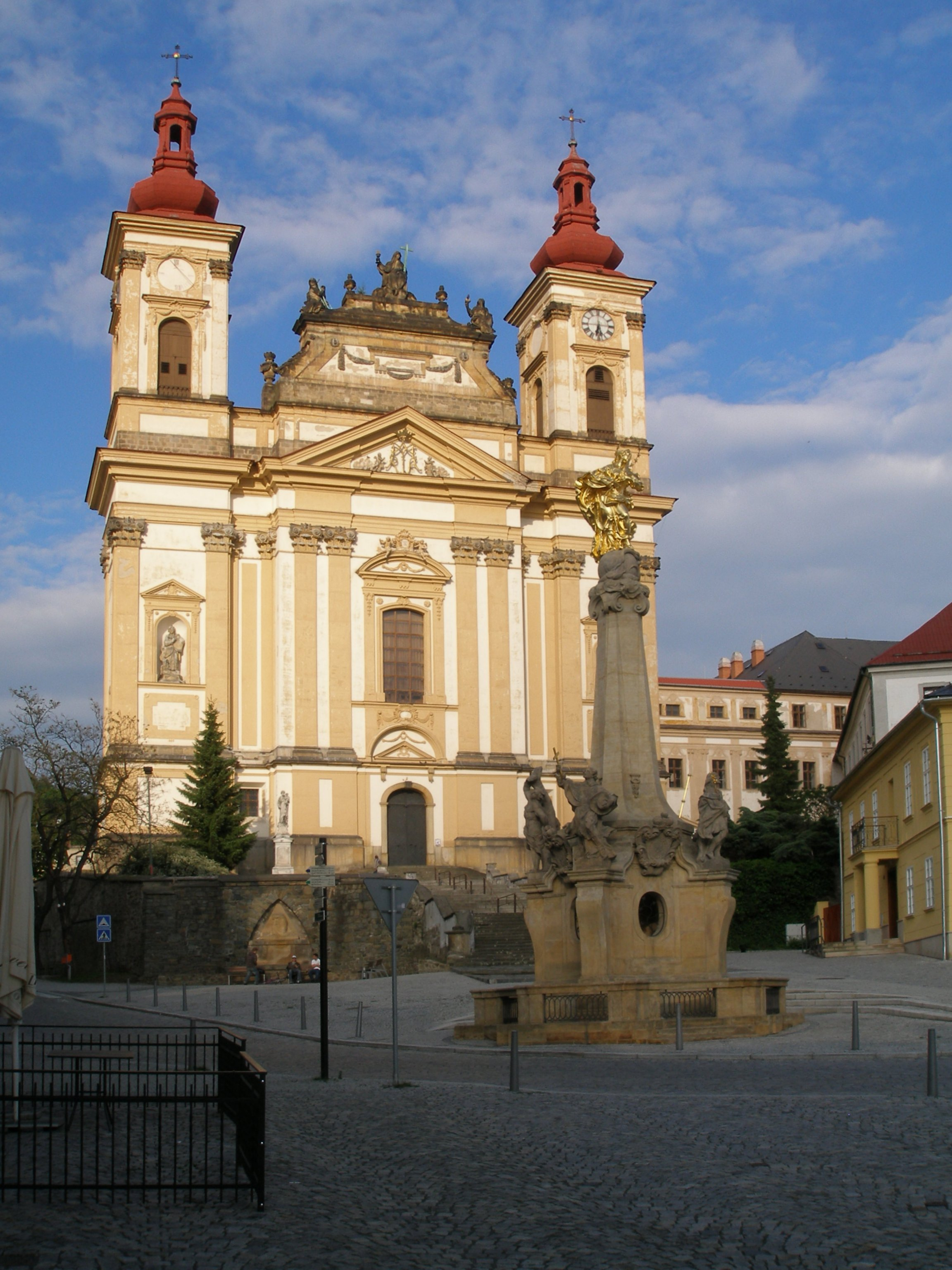